# حميد عليدوستي
حميد عليدوستي من مواليد 1 يناير 1956م، هو لاعب كرة قدم إيراني معتزل، لعب بمركز خط وسط، وشارك مع منتخب بلاده في كأس آسيا 1984، كما درب عدة أندية ومنها نادي بيكان.

## روابط خارجية
- حميد عليدوستي على موقع ناشيونال فوتبول تيمز (الإنجليزية)
- حميد عليدوستي على موقع Soccerway.com (الإنجليزية)
- حميد عليدوستي على موقع عالم كرة القدم.نت (الإنجليزية)